# Хиль-и-Карраско, Энрике
Энрике Хиль-и-Карраско (исп. Enrique Gil y Carrasco; 15 июля 1815, Вильяфранка-дель-Бьерсо, Кастилия-Леон — 22 февраля 1846, Берлин) — испанский писатель

 и поэт.

## Биография
Сын управляющего активами маркиза Вильяфранка. До тринадцати лет учился у августинцев, позже вступил в бенедиктинский монастырь Сан-Андрес-де-Вега-де-Эспинареда, а затем в семинарию в Асторга. В 1832 году изучал право в университетах Вальядолида и Мадрида. Был членом литературных кружков.
С сентября 1844 года находился с дипломатической миссией в качестве секретаря посольства в Берлине. Дружил с Вильгельмом и Александром фон Гумбольдтами.
Получил Большую золотую медаль за заслуги.
Как поэт и обозреватель, публиковал свои произведения в «El Correo Nacional» и «El Semanario Pintoresco español».
В 1839 году заболел туберкулёзом и отправился в Понферраду для лечения. В 1840 году был назначен помощником директора Национальной библиотеки
Использовал свою работу библиотекарем для исследований материалов для своих исторических романов, которые считаются одними из лучших в своём роде в Испании.
Представитель школы романтиков. Творил под влиянием Вальтера Скотта.
Из-за смерти невесты общее настроение его произведений — пессимистическое: видел в жизни одни лишь слёзы, горе и разочарование.
В прозе писал легенды и повести, из которых можно выделить исторический роман «El senor de Bembeire» (1843), шедевр романтической прозы испанской фантастики.

## Избранные произведения
- Una gota de rocío (поэма)
- El Cisne
- Polonia
- El Sil
- A Blanca y Paz
- Porvenir
- La Niebla
- El lago de Carucedo (1840)
- El señor de Bembibre (1843)